# Jomboy
Jomboy (uzb. cyr.: Жомбой; ros.: Джамбай, Dżambaj) – miasto we wschodnim Uzbekistanie, w wilajecie samarkandzkim,  siedziba administracyjna tumanu Jomboy. W 1989 roku liczyło ok. 11,3 tys. mieszkańców. Ośrodek przemysłu włókienniczego, spożywczego i materiałów budowlanych.
Miejscowość otrzymała prawa miejskie w 1977 roku.